# Pułtusk (stacja kolejowa)
Pułtusk – zlikwidowana wąskotorowa stacja kolejowa w Pułtusku, w województwie mazowieckim, w Polsce.